# Joênia Wapixana

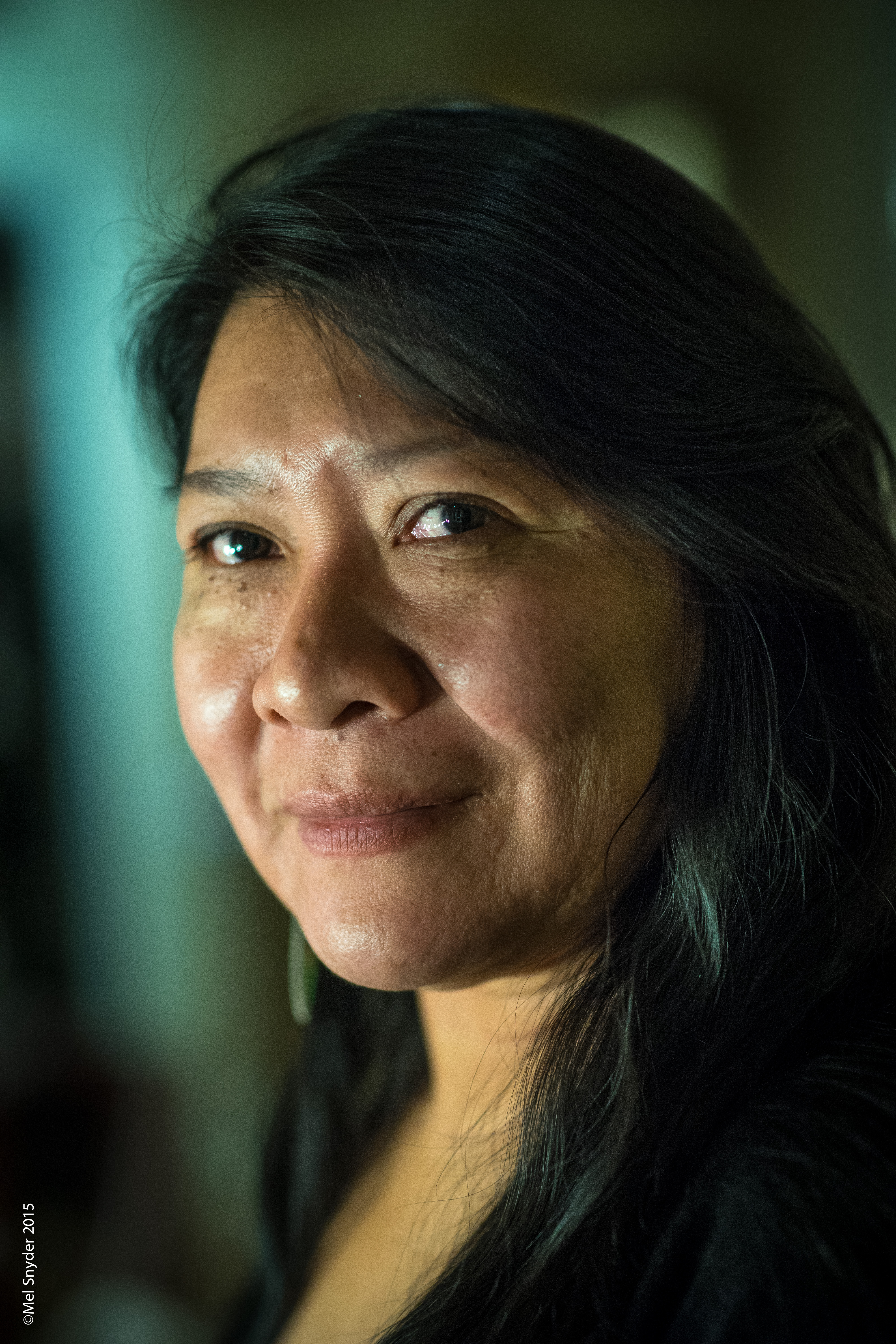
Joênia Wapixana (2015)

Joênia Wapixana (auch: Joênia Wapichana und ähnlich geschrieben, * 20. April 1974 in Roraima, Brasilien) ist eine indigene Politikerin, Rechtsanwältin und Sozialkritikerin in Brasilien.

## Name
Der offizielle Name von Joênia Wapixana lautet: Joênia Batista de Carvalho. Dieser Name wurde ihr von einem Staatsbeamten gegeben. Sie hat ihren selbst angenommenen Nachnamen nach der Ethnie gewählt, aus welcher sie stammt. Die Wapixana sind eine indigene Gruppe, die in Roraima, im nördlichen Teil von Brasilien bzw. südlichen Guyana lebt.

## Leben
Joênia Wapixana wurde im brasilianischen Bundesstaat Roraima geboren. Sie wuchs in der traditionellen Lebensweise in abgelegenen Dörfern wie Truarú oder Guariba auf. Als sie sieben oder acht Jahre alt war, verließ der Vater die Familie und ihre Mutter zog auf der Suche nach wirtschaftlichen Möglichkeiten in die Hauptstadt von Roraima, Boa Vista. Sie und die sieben Geschwister gingen zur Schule, die drei ältere Brüder brachen jedoch die Schule ab. Joênia Wapixana schloss ihre Schulausbildung Anfang der 1990er Jahre ab.

## Ausbildung und Beruf
Zuerst wollte sie Ärztin werden. Sie schrieb sich jedoch an der juristischen Fakultät der Federal University of Roraima (UFRR) ein und arbeitete nachts in einem Buchhaltungsbüro, um ihr Studium zu finanzieren. 1997 wurde sie die erste indigene Anwältin in Brasilien.

### Rechtsanwältin
Joênia Wapixana begann in der Rechtsabteilung des Indigenen Rates von Roraima (CIR) zu arbeiten. Sie brachte im Rahmen eines Landstreits ein Verfahren vor die Interamerikanische Kommission für Menschenrechte (IACHR/CIDH0). Sie forderte, dass die Grenzen des indigenen Territoriums der Raposa Serra do Sol zu schützen, zu respektieren und offiziell festzulegen seien. Diese bilden die traditionelle Heimat der Ingarikó-, Makuxi-, Patamona-, Taurepang- und Wapixana-Ethnien.  2005 bereits war das Gebiet zu einem Naturschutzgebiet, in dem die Rechte der Ureinwohner verfassungsmäßig geschützt waren, erklärt worden. In diesem Zusammenhang war sie die erste indigene Rechtsanwältin, die vor dem Supremo Tribunal Federal (Obersten Gerichtshof) in Brasiliens auftrat (in traditioneller Gesichtsbemalung) und den Schutz des Gebietes gegen die Vorgehensweise der Regierung zu Gunsten von Holzhändlern und Bergwerksunternehmen etc. und zu Lasten der indigenen Völker forderte. Der Oberste Gerichtshof gab dieser Klage statt und bestätigte das exklusive Recht der dort lebenden indigenen Bevölkerung das Schutzgebiet zu nutzen (etwa 23.000 Personen).

### Sonderkommission zur Verteidigung der Rechte indigener Völker
Joênia Wapixana wurde 2013 zur ersten Präsidentin der neu gegründeten Sonderkommission zur Verteidigung der Rechte indigener Völker der Brasilianischen Anwaltskammer (portugiesisch Comissão Especial de Defesa dos Direitos dos Povos Indígenas, Ordem dos Advogados do Brasil (OAB)) ernannt.

## Politische Tätigkeit
2018 trat sie auf der Liste der Partei Rede Sustentabilidade bei den Parlamentswahlen an und wurde zur Bundesabgeordneten für den Bundesstaat Roraima gewählt. Joênia Wapixana ist die erste Frau aus einer indigenen Gruppe, die in die Abgeordnetenkammer des Nationalkongresses gewählt wurde, und die zweite indigene Abgeordnete seit der Wahl von Mário Juruna 1982.

## Auszeichnungen
- 2004 den Reebok Human Rights Award.[1]
- 2010 Ordem do Mérito Cultural (Brasilianische Regierung).[3][13]
- 2018 Menschenrechtspreis der Vereinten Nationen.[14]